# Jurij German

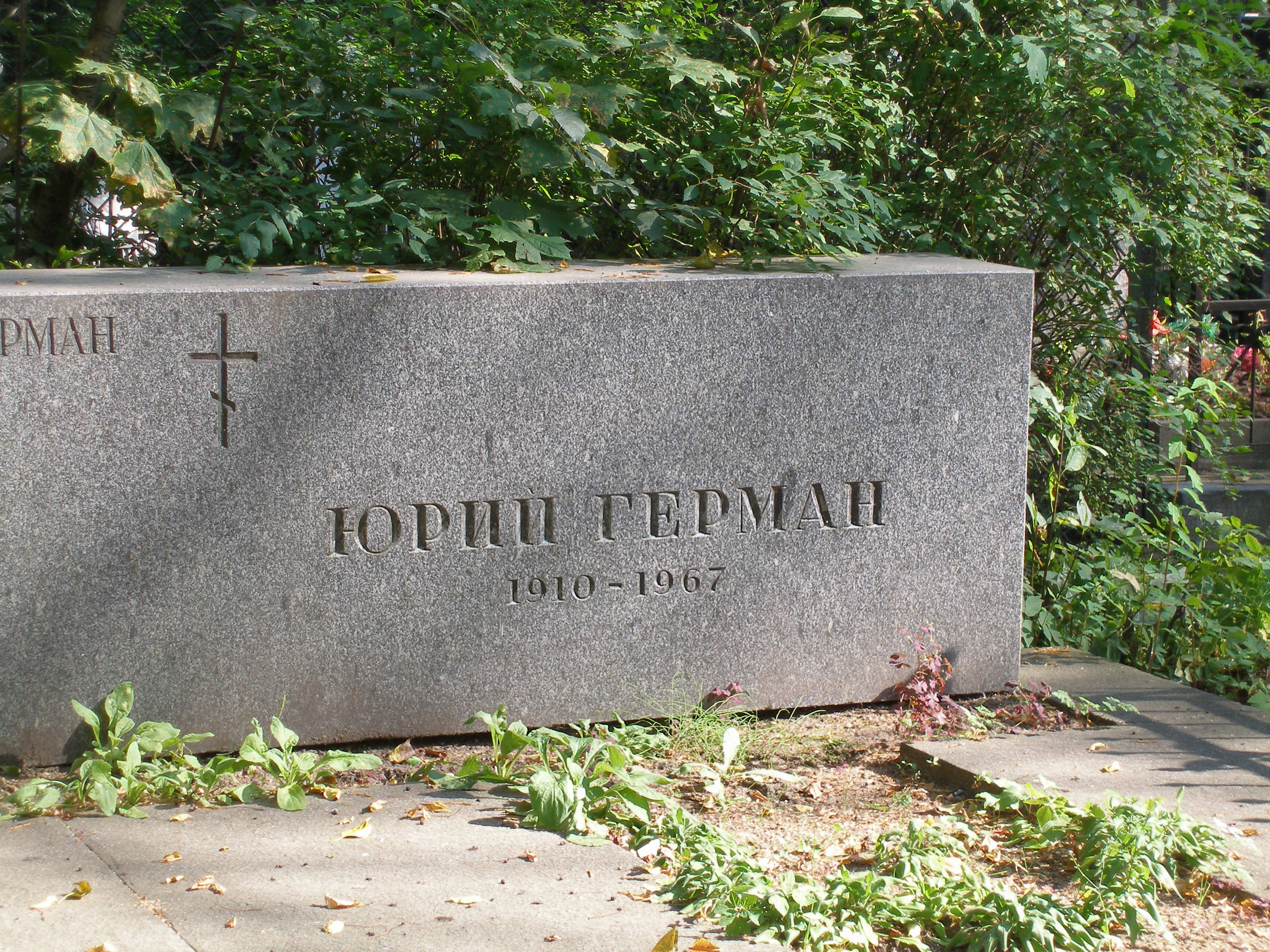
Grób Jurija Germana na Cmentarzu Bogosłowskim

Jurij Pawłowicz German (ros. Ю́рий Па́влович Ге́рман; ur. 4 kwietnia 1910 w Rydze, zm. 15 stycznia 1967 w Leningradzie) – radziecki pisarz i scenarzysta. Ojciec rosyjskiego reżysera Aleksieja Germana. Pochowany na Cmentarzu Bogosłowskim w Petersburgu.

## Życiorys
Podczas nauki w szkole średniej w Kursku w końcu lat 20. zaczął publikować w lokalnej gazecie "Kurska Prawda". Od 1929 uczył się w leningradzkim technikum sztuk scenicznych, w 1931 opublikował powieść Wstuplenije. Od połowy lat 30. był związany z kinematografią, tworząc scenariusze filmowe. Podczas wojny z Niemcami był korespondentem wojennym TASS i Sowinformbiura na Froncie Północnym. W 1948 otrzymał Nagrodę Państwową ZSRR.

## Wybrane scenariusze filmowe
- 1936: Siedmiu śmiałych[4]
- 1939: Doktor Kałużny
- 1947: Pirogow[5]
- 1951: Światła w Koordi[6]
- 1954: Bieliński[6]
- 1955: Śledztwo[7]
- 1958: Mój ukochany[8]
- 1963: Człowiek z przeszłością[9]
- 1964: Jeden dzień szczęścia[9]